# Convention des États d'Écosse
La Convention des États d'Écosse était une institution sœur du Parlement écossais qui siégeait depuis le début du XVIe siècle. Au départ, seuls le clergé et les nobles y assistaient, mais les commissaires du burgh ont ensuite été ajoutés. La Convention des successions différait du Parlement en ce qu'elle pouvait être convoquée par le roi dans le but limité d'augmenter les impôts, mais ne pouvait pas adopter d'autres lois.
Comme son prédécesseur le Conseil général, il a joué un rôle important dans les affaires politiques et législatives en Écosse aux XVIe et XVIIe siècles.
Lors de la Glorieuse Révolution en Écosse, le Conseil privé écossais convoqua la Convention des États de 1689 pour déterminer à qui reviendrais le trône d'Écosse. Il l'offrit à William et Mary, adoptant les Articles of Grievances et Claim of Right Act 1689, et se transforma en un parlement à part entière.